# Hans Kurt Brandt
Hans Kurt Brandt (* 21. Mai 1911 in Magdeburg; † nach 1949, wahrscheinlich in Jugoslawien) war ein deutscher Rechtswissenschaftler.

## Leben
Brandt war ab dem 4. Lebensjahr Waisenkind. Der Vater Johannes (Hans) Brandt war Diplom-Ingenieur und starb oder fiel 1915 mit 36 Jahren. Drei Jahre zuvor war die Mutter Gertrud am Vortag ihres 22. Geburtstages gestorben.
Hans Brandt besuchte das Kaiser-Friedrichs-Gymnasium in Frankfurt am Main.  Nach dem Abitur am 10. März 1929 studierte er Rechts- und Staatswissenschaft an der Johann Wolfgang Goethe-Universität Frankfurt am Main. Am 22. Februar 1930 wurde er im Corps Palaio-Alsatia recipiert. Das Wintersemester 1931/32 verbrachte er an der Georg-August-Universität Göttingen. 1933 bestand er die Erste Staatsprüfung. Als Referendar in der Justizverwaltung des Freistaats Preußen wurde er 1935 zum Dr. iur. promoviert. Am 8. September 1937 bestand er in Kiel die Assessorprüfung („lobenswert“). Im Mai 1938 heiratete er die Diplom-Volkswirtin Charlotte Eichner aus Neuhof im Kreis Striegau. Nach zwei Jahren in Göttingen ging er an die Universität Leipzig, an der er sich 1939 habilitierte. Seit 1940 an der  Christian-Albrechts-Universität zu Kiel, wurde er am 1. Mai 1940 zum planmäßigen Extraordinarius und 1941 zum o. Professor für Neuere Rechtsgeschichte, Bürgerliches Recht und Zivilprozessrecht ernannt. Im Zweiten Weltkrieg geriet er in jugoslawische Kriegsgefangenschaft. Mit der Gefangenennummer 238023 war er im Lager 233 in Vršac, Vojvodina inhaftiert. Nach eidesstattlichen Erklärungen von heimgekehrten Kameraden wurde Brandt am 11. Januar 1949 unter Postenbewachung zum Bahnhof Vršac geführt und in Richtung Belgrad abtransportiert. Der letzte Brief an seine Frau datiert vom 3. März 1949. Da er aus Jugoslawien nicht zurückkehrte, wurde er 1959 rückwirkend zum 31. Dezember 1952 (in Kiel) für tot erklärt. Seiner Ehe entstammen zwei Söhne.

## Mitgliedschaften
- Sturmabteilung (1933–1938)
- Nationalsozialistische Deutsche Arbeiterpartei (1937)
- Nationalsozialistischer Deutscher Dozentenbund (1940)[2]